# هيرمان غيلميودن
هيرمان غيلميودن هو لاعب كرة قدم نرويجي في مركز الهجوم، ولد في 22 يناير 2002. لعب مع نادي ستابك.